# Ammunition
Ammunition es el tercer EP del dúo americano de música electrónica Krewella. Lanzado el 20 de mayo de , 2016 por Columbia Records.  Ammunition estuvo precedida por el lanzamiento de «Beggars» el 28 de abril, y seguido por el sencillo promocional «Broken Record», el cual estuvo liberado el 10 de mayo de 2016. El EP cuenta con seis canciones y es el primer lanzamiento importante del dúo desde la salida de su antiguo miembro Kris Trindl.

## Sencillos
«Beggars» fue lanzado como iniciativa del EP el 28 de abril de 2016 y comparte un co-crédito con Diskord. El vídeo musical fue liberado en la misma fecha.
«Broken Record» fue lanzado como el primer y único sencillo promocional el 10 de mayo de 2016.

## Promoción
El 29 de abril Krewella liberó un video de 30 segundos de Yasmine rapeando a la tonada de Kanye West la canción "I love Kanye" declarando "F**k mañana,  te mostraremos el nuevo Krewella" con anterioridad al lanzamiento de "Beggars" con Diskord. El vídeo musical para la canción estuvo disponible el mismo día.
El 4 de mayo un vídeo titulado "Love Yazzy" muestra a Yasmine hablando de sus memorias de Krewella desde sus inicios con el grupo. Al final del vídeo declaró la fecha de lanzamiento de Ammunition para el 20 de mayo de 2016. Dos días después de que esto, un vídeo titulado "Love Jahan" cuál habló de la unidad y un "krew sin fronteras" antes de anunciar "SWEATBOX Tour".
En los últimos días previos al lanzamiento, teasers para "Surrender the Throne", "Marching On", "Beggars", "Broken Record", "Ammunition", y "Can't Forget You" fueron subidos a las redes sociales del dúo.

## Sweatbox Tour
Krewella anunció una nueva gira durante 2016 de 16 fechas en América del Norte y Canadá y presentará música nueva y su banda en vivo completa. Se establece para que sea un recorrido más pequeño, más íntimo para sus mayores fanes.

## Lista de canciones
| N.º | Título                  | Escritor(es)                                                                 | Productor(es)              | Duración |  |
| 1.  | «Beggars» (con Diskord) | Jahan Yousaf Yasmine Yousaf Matt Squire Edward Klosok James Logan            | Diskord                    | 3:48     |  |
| 2.  | «Broken Record»         | Jahan Yousaf Yasmine Yousaf Oliver Lord John Thomas Roach E. Klosok J. Logan | Diskord Oliver Lord        | 3:28     |  |
| 3.  | «Marching On»           | Jahan Yousaf Yasmine Yousaf Nick "RAS" Furlong Andrew Goldstein              | Andrew Goldstein           | 3:59     |  |
| 4.  | «Surrender The Throne»  | Jahan Yousaf Yasmine Yousaf                                                  | Don Gilmore Pegboard Nerds | 3:15     |  |
| 5.  | «Ammunition»            | Jahan Yousaf Yasmine Yousaf                                                  | Andrew Goldstein           | 3:26     |  |
| 6.  | «Can't Forget You»      | Jahan Yousaf Yasmine Yousaf J. Roach                                         | Stephen Swartz             | 3:31     |  |